# اتحاد أفغانستان لكرة القدم
تأسس الاتحاد الأفغاني لكرة القدم في عام 1933 وانضم إلى الاتحاد الدولي لكرة القدم في 1948 ثم انضم إلى الاتحاد الآسيوي لكرة القدم في 1954.

الشعار السابق
الشعار الحالي